# Armstrongovo letecké výzkumné středisko
Armstrongovo letecké výzkumné středisko (anglicky Armstrong Flight Research Center, AFRC, dříve Drydenovo letecké výzkumné středisko) je výzkumné středisko NASA, které leží v Kalifornii v areálu Edwardsovy letecké základny. Roku 1976 bylo pojmenováno na počest Hugha Drydena, leteckého inženýra a zástupce ředitele NASA. Předešlými názvy, ještě když spadalo pod NACA – předchůdkyni NASA – byly Muroc Flight Test Unit, High-Speed Flight Research Station (1949) a High-Speed Flight Station (1954). Na začátku března 2014 bylo přejmenováno na počest Neila Armstronga.
Je určeno pro zkoušky nových a experimentálních letounů, např. X-15, X-43. V programu Apollo zde astronauti v Lunar Landing Research Vehicles nacvičovali přistání na Měsíci.
Funguje též jako základna pro výzkum atmosféry Země v rámci programu Stratospheric Observatory for Infrared Astronomy (SOFIA) – teleskop instalovaný na Boeingu 747.